# Archidendron fallax
Archidendron fallax är en ärtväxtart som beskrevs av Hermann August Theodor Harms. Archidendron fallax ingår i släktet Archidendron och familjen ärtväxter. Inga underarter finns listade i Catalogue of Life.